# Одунища
Одунища (на албански: Udënisht, Удънищ) е село в Албания, в община Поградец, област Корча.

## География
Селото е разположено на шест километра северно от Поградец на западния бряг на Охридското езеро. Селото се намира на 675 m надморска височина.

## История

### Етимология
Според академик Иван Дуриданов името е първоначален патроним *Ходуништи < -itji от личното име *Chodunъ.

### Средновековие
Селото е споменато в грамота на цар Стефан Душан от 1342 - 1345 година като Ходуништа.

### В Османската империя
Според Васил Кънчов („Македония. Етнография и статистика“) в XIX век Одунища е албанско мюсюлманско село в Старовска каза на Османската империя.
На Етнографската карта на Битолския вилает на Картографския институт в София от 1901 година Дуништа (Одуништа) е чисто албанско мюсюлманско село в Старовската каза на Корчанския санджак с 56 къщи.

### В Албания
След Междусъюзническата война в 1913 година селото попада в Албания.
До 2015 година селото е център на община Одунища.